# Chlorophorus bakeri
Chlorophorus bakeri là một loài bọ cánh cứng trong họ Cerambycidae.